# Hoplopleura similis
Hoplopleura similis är en insektsart som beskrevs av Kim 1965. Hoplopleura similis ingår i släktet Hoplopleura och familjen gnagarlöss. Inga underarter finns listade i Catalogue of Life.